# Убийство Элисон Паркер и Адама Уорда
Убийство репортёра Элисон Паркер и оператора Адама Уорда — двойное убийство, которое произошло в штате Вирджиния, примерно в 6:45 по Североамериканскому восточному времени, EDT (10:45 GMT) 26 августа 2015 года в прямом эфире местного телеканала WDBJ7. 24-летняя Элисон Паркер (англ. Alison Parker, 19 августа 1991) и 27-летний Адам Уорд (англ. Adam Ward) делали репортаж в комплексе Bridgewater Plaza около водохранилища Смит-Маунтин-Лейк (320 км юго-западнее столицы США) на тему развития туризма в районе. Журналисты брали интервью у исполнительного директора местной Торговой палаты Вики Гарднер. В них было произведено несколько выстрелов. Убийство произошло в прямом эфире и было снято камерой. Оба журналиста работали на канале WDBJ7.
Вики Гарднер (англ. Vicki Gardner), давшая интервью за минуты до убийства журналистов, была ранена в спину.

## Мотивы
В тот же день стало известно, что подозреваемый в убийстве бывший сотрудник телеканала WDBJ7 Вестер Флэнаган (англ. Vester Lee Flanagan II, родился 8 октября 1973 года) совершил самоубийство и скончался в больнице.
Это убийство могло стать «ответом» на убийство в Чарлстоне — почти через два часа после стрельбы в редакцию телеканала ABC News пришел факс объёмом 23 страницы, в котором Флэнеган сообщает, что его поступок был реакцией на расизм в церкви в городе Чарльстон. Также в этом послании Флэнаган сообщил, что это его предсмертная записка для друзей и семьи, и подчеркнул, что он страдал от расовой дискриминации, сексуальных домогательств и издевательств на работе из-за того, что он был чернокожим геем. Флэнаган также добавил, что Элисон Паркер однажды позволила себе расистские высказывания в его адрес, а Адам Уорд написал на него жалобу в отдел кадров.

## Видео
Вестер Флэнаган снял убийство журналистов на камеру смартфона и выложил это видео у себя в Facebook и Twitter. Вскоре аккаунты убийцы в этих соцсетях были заблокированы.
После публикации видео убийства в соцсетях пользователи Facebook и Twitter стали резко критиковать функцию автовоспроизведения видео, из-за которой многие из них увидели сцену убийства вопреки собственному желанию.

## Реакция
Соболезнования по поводу гибели журналистов выразил гендиректор канала WDBJ7, Джеффри Маркс. «В тот момент, когда они работали в прямом эфире, в 6:45 утра, неизвестный мужчина ворвался в помещение, где они находились, и сделал несколько выстрелов — шесть или семь. Мы услышали крики, а потом все стихло, камера упала. Мы предпочитаем не показывать видео всего этого прямо сейчас. Наши сотрудники нуждаются в его просмотре еще раз. Позже мы подготовим полноценный репортаж об этом всем. Мы работаем в плотном взаимодействии с полицией, чтобы докопаться до сути этого безумного преступления», — пояснил генеральный менеджер телеканала WDBJ-TV Джеффри Маркс. Президент США Барак Обама сказал, что эти убийства «разбивают его сердце».

## Последствия
Из-за убийства журналистов в прямом эфире в Вирджинии телеканал USA Network принял решение отложить показ последней серии первого сезона сериала «Мистер Робот» из-за сходства одной из сцен с трагедией в прямом эфире. Похожая ситуация была в 2001 году, когда должна была выйти серия сериала «Друзья», в которой герои шутили о бомбах и взрывах, но после терактов 11 сентября 2001 года эта сцена была удалена. Тем не менее удалённая сцена с шуткой о бомбах и взрывах попала на DVD-издание восьмого сезона.